# Diamonds Are a Girl's Best Friend

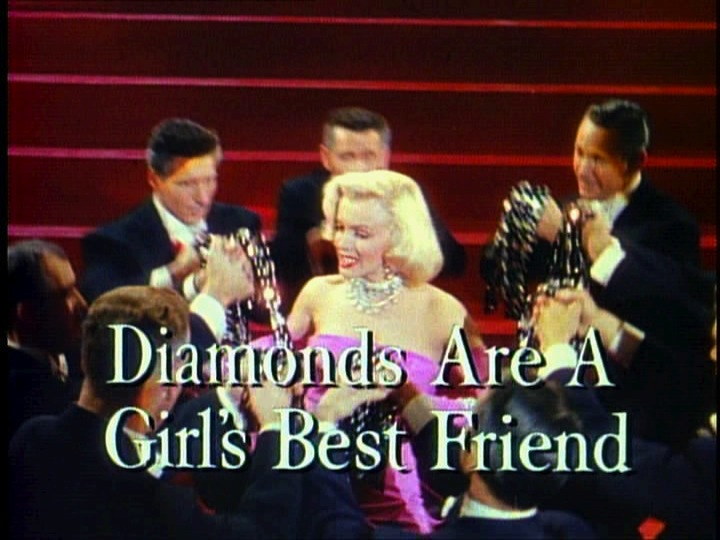
Monroe zingt het lied in de film Gentlemen Prefer Blondes.

Diamonds Are a Girl's Best Friend is een lied uit de musical Gentlemen Prefer Blondes (1949) dat origineel gezongen werd door Carol Channing. Het is het bekendst in de uitvoering door Marilyn Monroe in de gelijknamige film uit 1953. Jule Styne componeerde het lied.

## Covers
Het nummer werd ook gecoverd door de volgende artiesten:
- Eartha Kitt
- Emmylou Harris
- T-Bone Burnett
- Beyoncé
- Wendi Peters
- Nicole Scherzinger (Pussycat Dolls)
- Deanna & The Downbeats

Het nummer maakte deel uit van de medley A tribute to Marilyn Monroe van The Star Sisters (Stars on 45) uit 1984. Madonna baseerde de videoclip voor haar clip Material Girl (1985) op de scène in "Gentlemen Prefer Blondes" (1953) waarin Marilyn Monroe "Diamonds are A Girl's Best Friend" zingt. 
In de film Moulin Rouge! uit 2001 werd het gecoverd door Nicole Kidman en in de tekenfilmreeks Hey Arnold zong Helga's moeder "Beepers are a girls best friend" voor een reclamespot. 
In 2020 werd het lied ook gezongen door Harley Quinn (Margot Robbie) in de film Birds of Prey and the fantabulous emancipation of one Harley Quinn